# Török szövetségesek a magyarországi török háborúkban
A török szövetségesek az Oszmán Birodalom részben vazallus, részben más szövetségből való támogatói a magyarországi török háborúkban.

## Fő háborús fél
- Oszmán Birodalom

## Vazallusok
- Erdélyi Fejedelemség
- Havasalföld
- Krími Tatár Kánság
- Nogaji Tatár Kánság – a krími kánság részfejedelemsége, amely néhány háborúban jelen volt. Különösen kegyetlen katonái voltak a nogaji tatárok az oszmán hadseregnek
- Moldva

A hűbéres román és erdélyi fejedelmek nem egy ízben elhagyva a szultán oldalát a keresztény erőkhöz csatlakoztak.

## Alkalmi szövetségesek
- Erdélyi szászok – Báthory Gábor önkényuralma ellen lázadtak fel 1610-ben, 1612-ben már a törökök is Báthory ellen támadtak és a szászok is folytatták a harcot, immár a szultán segítségével
- Francia Királyság – a 16. század óta baráti-szövetségi viszony jellemezte a két államot. Csak egy-két esetben vettek részt a franciák oszmán oldalon a harcokban. Ezek közül a legfontosabbak a Thököly-felkelés és a török kiűzése
- Felső-Magyarországi Fejedelemség – 1682 és 1685 között fennállt állam volt Thököly Imre vezetésével, amely a szultán hűbérese volt
- Zaporozsjei kozákok – kozák katonái a havasalföldi seregnek voltak a 17. században, az egyik Erdély elleni török-tatár-havasalföldi hadjáratban is részt vettek, de legtöbb esetben a törökök ellen harcoltak magyarországi hadszíntéren
- Kurucok – Thököly vezetésével és részben oszmán-tatár támogatással a Habsburgok ellen harcoltak, később többségük átállt a keresztény oldalra
- Lengyelország-Litvánia (a bujdosókat támogatta)
- Renegát magyarok – a törökök olykor-olyakor a vallási ellentétek kihasználásával állítottak szolgálatukba protestáns magyarokat, de az iszlám hitre áttért magyarok is rendszerint szolgáltak a török hadseregben, tulajdon honfitársaik ellen harcolva
- Szapolyai János magyar királysága – a Szapolyait pártoló magyar államvezetők csoportosulása 1526 és 1541 között
- Magyarországi szerbek – a török háborúk előtt a Magyarországra letelepült szerbeket (délvidékieket, erdélyieket) nem egy esetben állították a törökök maguk mellé, amelyben közreműködtek a török seregben szolgáló szerbek, vagy szerb származású katonai parancsnokok
- Székelyek – 1529-ben területük Habsburg-fennhatóság alatt állt, de átálltak a betörő moldvai vajda mellé, azzal közvetve a törökök mellé álltak. Később is sor került hasonló átállásokra.